# Booker T. Jones
Pour les articles homonymes, voir Jones.
Booker T. Jones (né le 12 novembre 1944 à Memphis (Tennessee)) est un multi-instrumentiste, arrangeur et producteur américain de musique soul. Musicien de studio,  connu surtout comme claviériste (orgue électrique et piano), il est un des membres fondateurs du groupe Booker T. & the M.G.'s.

## Biographie

### Les débuts
Booker Taliaferro Jones Jr. est le fils de Booker T. Jones senior, ainsi nommé en l'honneur de Booker T. Washington. Booker T. Sr. est professeur de sciences au lycée de Memphis. Sur le plan musical, Junior est un enfant prodige, jouant du hautbois, du saxophone, du trombone, de la contrebasse et du piano à l'école et de l'orgue à l'église. Il étudie à la Booker T. Washington High School, qui accueille également sur ses bancs Rufus Thomas, David Porter, Andrew Love et William Bell.
Booker T. fait ses débuts professionnels en jouant du saxophone baryton sur 'Cause I Love You de Rufus et Carla Thomas, le premier tube de Satellite (bientôt Stax) Records. Jackson est embauché dans le groupe de  Willie Mitchell, d'abord au sax, puis à la contrebasse. C'est là qu'il fait la connaissance du batteur Al Jackson, Jr.. Simultanément, il forme un groupe avec Maurice White et David Porter, dans lequel il joue de la guitare.

### Les M.G.'s
Jones rencontre le guitariste Steve Cropper dans le magasin de disques Satellite dirigé par Estelle Axton et Jim Stewart. Il forme les M.G.'s (pour « Memphis Group ») avec Cropper, Jackson et Lewie Steinberg à la basse. Jones est le plus souvent à l'orgue électrique. Steinberg est rapidement remplacé par Donald "Duck" Dunn. Après le succès de Green Onions, Booker T. & the M.G.'s accompagnent en studio, et parfois sur scène, toutes les plus grandes stars de Stax et d'Atlantic : Otis Redding, Sam and Dave, Wilson Pickett, Eddie Floyd, Albert King, etc. Ils enregistrent également une dizaine d'albums sous leur propre nom.
Booker T. Jones est également le co-auteur de plusieurs chansons, comme I've Never Found a Girl (To Love Me Like You Do) d'Eddie Floyd, I Love You More Than Words Can Say d'Otis Redding, ou Born Under a Bad Sign d'Albert King, composé avec William Bell.
En 1970, Jones déménage en Californie et arrête le travail en studio pour Stax, frustré que les M.G.'s soit traités par le label comme des employés plutôt que comme des artistes. Jones reçoit le titre de vice-président de Stax avant de partir, mais selon lui, « des titres (nous) étaient donnés mais nous n'avons pas réellement pris les décisions ». Alors qu'il est toujours sous contrat avec Stax, il apparaît sur l'album éponyme de Stephen Stills en 1970. Melting Pot en 1971 est le dernier album de Booker T. & the M.G. publié sur Stax.

### L'après Stax
Jones se marie en 1969 avec Priscilla Coolidge, sœur de la chanteuse Rita Coolidge. Il produit le premier album de Priscilla, Gypsy Queen, en 1970 ; puis le couple collabore en duo sur trois albums : Booker T. & Priscilla (1971), Home Grown (1972) et Chronicles (1973), et Jones produit le dernier album solo de Priscilla, Flying, en 1979, juste à la fin de leur union cette année-là.
Se classant dans les charts en tant qu'artiste solo avec I Want You en 1981, il produit Just as I Am, le premier album de Bill Withers en 1971 (sur lequel il joue aussi de la guitare et des claviers), l'album Love Me Again de Rita Coolidge (1971), et Stardust de Willie Nelson (1978). Il participe également aux disques d'artistes variés comme Ray Charles, Neil Young, Carlos Santana, Natalie Cole ou Linda Ronstadt. Il joue de la basse sur l'album  Pat Garrett and Billy the Kid de Bob Dylan.
En 1975, les M.G.'s envisagent de se reformer, mais ce projet est avorté avec la mort tragique d'Al Jackson.
Le 18 juin 1985, Jones épouse Nanine Warhurst. Ils ont trois enfants ensemble et cinq autres issus de leurs relations antérieures respectives.
En 2009, Booker T. Jones sort Potato Hole, un nouvel album solo enregistré avec les Drive-By Truckers et Neil Young à la guitare. The Road from Memphis sort en 2010, avec des participations de Questlove, Captain Kirk Douglas et Owen Biddle de The Roots, Yim Yames, Matt Berninger, Lou Reed, Sharon Jones et sa fille Liv Jones. En 2013, Jones sort son 10e album, Sound The Alarm, sur Stax Records, plus de 40 ans après avoir quitté le label. Sont invités Anthony Hamilton, Raphael Saadiq, Mayer Hawthorne, Estelle, Vintage Trouble, Gary Clark, Jr. et son fils Ted Jones.
Il joue de l'orgue Hammond B-3 sur les albums Let the Dominoes Fall de Rancid en 2009 et The Union d'Elton John et Leon Russell en 2010, et du piano sur le premier album de The Gypsy Queens en 2012. En 2013, il joue des claviers sur l'album Héros d'Eddy Mitchell.
Le 1er septembre 2017, Jones se produit en direct au BBC Proms au Royal Albert Hall avec Jools Holland et son Rhythm & Blues Orchestra lors d'un concert hommage en l'honneur du 50e anniversaire de Stax, aux côtés de Steve Cropper, Sam Moore (Sam & Dave), William Bell et les artistes britanniques Beverley Knight, Ruby Turner, James Morrison et Tom Jones.
Le 25 juin 2019, le New York Times Magazine répertorie Booker T. Jones parmi les centaines d'artistes dont le matériel aurait été détruit dans l'incendie d'Universal de 2008.
En 2019, Jones publie ses mémoires, Time Is Tight: My Life, Note by Note.

### Honneurs et récompenses
Booker T. & the M.G.'s sont admis au Rock and Roll Hall of Fame en 1992. Le groupe reçoit le Grammy Award de la « meilleure performance instrumentale pop » pour la chanson Cruisin' en 1995 et est honoré d'un Grammy Award pour l'ensemble de sa carrière en 2007. Ils entrent la même année au Musicians Hall of Fame and Museum de Nashville, Tennessee.
Booker T. Jones reçoit 2 Grammy Awards du « meilleur album instrumental pop » pour les albums Potato Hole et The Road From Memphis. En 2012, l'Université de l'Indiana lui décerne un doctorat ès musique honorifique.

## Discographie

### Albums
- Evergreen (1974)
- Try And Love Again (1978)
- The Best Of You (1980)
- I Want You (1981)
- The Runaway (1989)
- Potato Hole (2009)
- The Road From Memphis (2011)
- Sound The Alarm (2013)